# Federico Gelli
Federico Gelli (Castelnuovo di Val di Cecina, 25 novembre 1962) è un medico e politico italiano.
Specializzato in sanità pubblica. È stato deputato della XVII legislatura. Attualmente è Direttore Sanità Welfare e Coesione Sociale Regione Toscana.

## Biografia
A Castelnuovo ha passato l'infanzia e l'adolescenza. Fin da giovanissimo si è impegnato nell'associazionismo e nel volontariato, prima negli scout dove si è impegnato per oltre dieci anni e poi nelle Acli dove dal 1990 al 2000 è stato presidente provinciale di Pisa e membro della direzione nazionale. Si è laureato in Medicina e Chirurgia a Pisa, con specializzazione in sanità pubblica. Nel 1997 è diventato vicedirettore sanitario dell'Azienda Ospedaliera Universitaria di Pisa e fino al 2000 ha coordinato l'attività di donazione e trapianto di organi e tessuti. Nel settembre del 2011 ha assunto l'incarico di direttore del Coordinamento maxi emergenze ed eventi straordinari (Emergency manager) della Asl 10 di Firenze. Dal settembre 2012 quello di Direttore Sanitario del Presidio Ospedaliero Firenze Centro (Ospedale di Santa Maria Nuova e Stabilimento Palagi). Ha un figlio di nome Jacopo.
Alle elezioni politiche del 2013 viene eletto deputato della XVII legislatura della Repubblica Italiana nella circoscrizione XII Toscana per il Partito Democratico. Nel novembre 2013 è stato eletto presidente del Cesvot Toscana.
Nel giugno del 2017 è stato rieletto presidente del Cesvot per un secondo mandato.
Dal 23 marzo 2018, dopo aver concluso la sua esperienza come parlamentare, ha ripreso l'incarico di direttore delle maxi emergenze nell'Azienda USL Toscana Centro. Nel maggio 2018 è stato nominato Responsabile del rischio in sanità di Federsanità ANCI mentre dal giugno 2018 è diventato Presidente e fondatore della Fondazione Italia in Salute. Nell'ottobre dello stesso anno ha assunto il ruolo di Presidente del comitato scientifico del corso in Risk Management in Sanità presso la LUISS Business School e da dicembre Adjunct professor sempre presso la LUISS Business School.
Da dicembre 2021 è Direttore Sanità Welfare e Coesione Sociale della Regione Toscana.

## Carriera politica
Nel 2000 è stato eletto al Consiglio Regionale della Toscana nella lista de I Democratici-Rinnovamento Italiano e è divenuto presidente della Commissione Sanità. Confermato nel 2005, è stato vicepresidente della giunta regionale fino al 2010, con le deleghe alle politiche della sicurezza e legalità, a internet e all'innovazione tecnologica, alla riorganizzazione degli uffici pubblici e alla semplificazione, alle pari opportunità. È stato l'ultimo presidente regionale toscano de La Margherita fino alla nascita del Partito Democratico.
Dal 2010 al 2014 è stato responsabile regionale per legalità e sicurezza del PD toscano, con questo ruolo dal febbraio al maggio del 2012 ha diretto la Scuola di Legalità per dirigenti e amministratori del PD. Nel dicembre dello stesso anno ha partecipato alle primarie per i parlamentari del Partito Democratico per Pisa e Provincia ottenendo 2784 voti. Alle elezioni politiche del 24 e 25 febbraio 2013 è stato eletto nelle liste del PD alla Camera dei Deputati nella XVII legislatura ed è membro della Commissione Affari Sociali e della Commissione Parlamentare per la Semplificazione. Nel febbraio del 2016 è stato eletto Presidente della Commissione parlamentare di inchiesta sul sistema di accoglienza e identificazione dei migranti. Relatore della Legge 24/2017 “Disposizioni in materia di sicurezza delle cure e della persona assistita, nonché in materia di responsabilità professionale degli esercenti le professioni sanitarie”, approvata dal Parlamento in via definitiva il 28 febbraio 2017.
Nel luglio del 2017 è stato nominato capo dipartimento sanità del PD. Ha concluso la sua esperienza come parlamentare il 24 marzo 2018.